# Polignoto
Polignoto (em grego:  Πολύγνωτος), filho de Aglaofão, foi um pintor grego, ativo entre 475 e 447 a.C., natural da ilha de Tasos, mas adotado pelos atenienses e admitido como cidadão. Ele é o mais antigo dos pintores cujo nome foi mantido, e tudo o que sabemos dele foi relatado por escritores antigos, incluindo Platão, Aristóteles, que o qualifica como um "bom pintor de boas maneiras" (ἀγαθὸς ἠθογράφος), Plínio, Pausânias e Dião Crisóstomo. Mícon, um pintor contemporâneo, e Polignoto criaram uma tinta preta com bagaço de uva, chamada em grego antigo de “tryginon” (τρύγινον, de τρύξ, trux = borra de vinho). Foi considerado por Teofrasto como criador da pintura.

## Obra

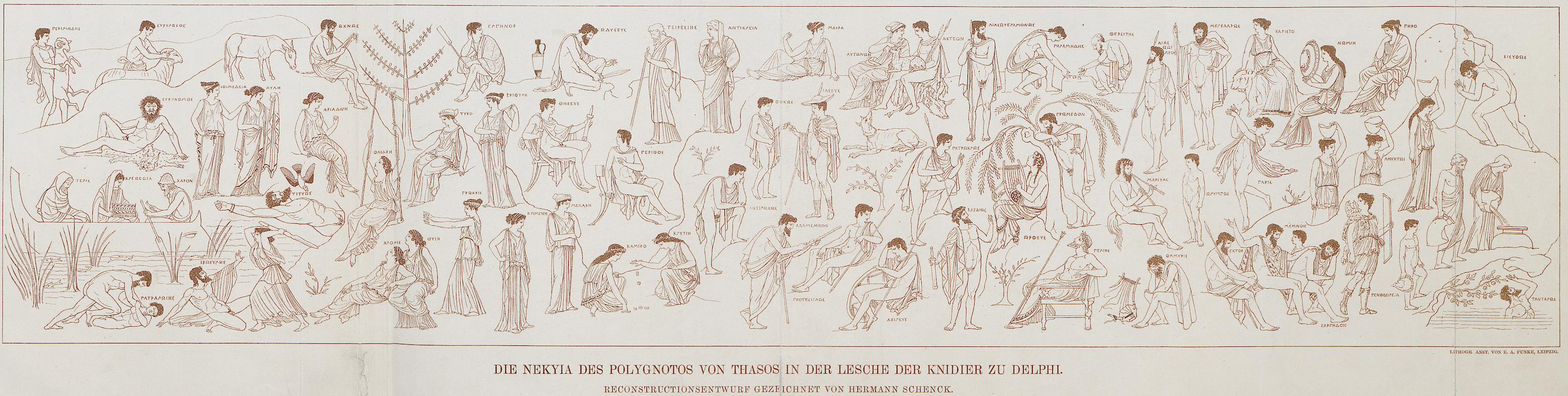
Uma reconstrução da Nekyia de Polignoto, 1892

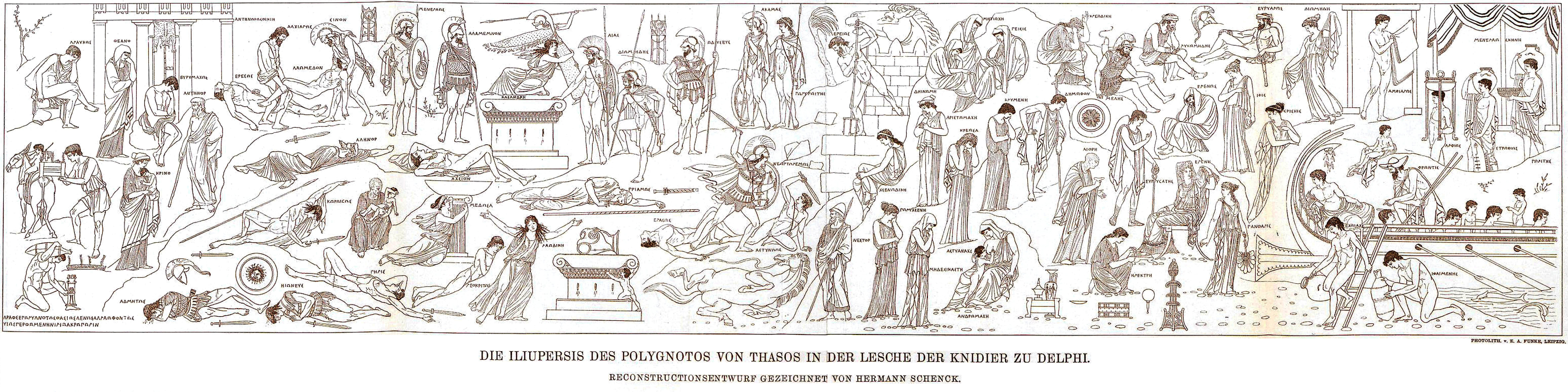
Uma reconstrução do Iliupersis de Polignoto, 1893

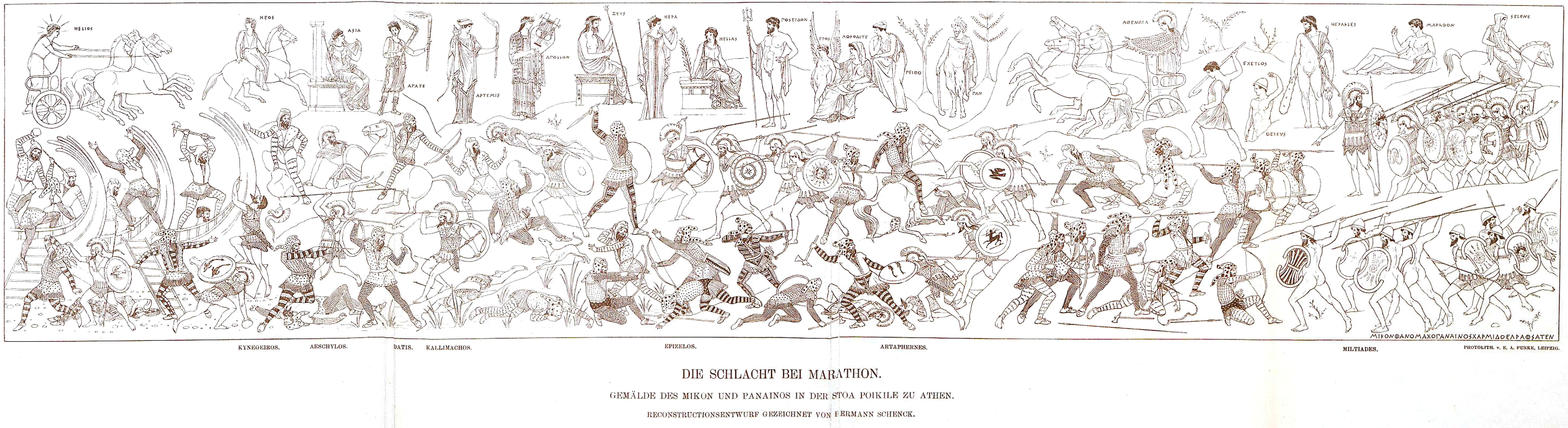
Uma reconstrução da Maratona de Polignoto, 1895

Durante o tempo de Címon, Polignoto pintou para os atenienses um quadro da tomada de Troia nas paredes da Stoa Poikile e outro do casamento das filhas de Leucipo no Anakeion. Plutarco menciona que historiadores e o poeta Melântio atestam que Polignoto não pintava por dinheiro, mas por um sentimento de caridade para com o povo ateniense. No salão de entrada da Acrópole foram preservadas outras obras suas.
As mais importantes de suas pinturas foram seus afrescos no Lesque dos Cnídios, um edifício erguido em Delfos pelo povo de Cnidos. Os temas eram a visita de Odisseu ao Hades e a tomada de Tróia. O viajante Pausânias fez uma descrição cuidadosa dessas pinturas no século II d.C. em sua Descrição da Grécia, figura por figura. As fundações do edifício foram recuperadas durante as escavações francesas em Delfos. A partir dessas evidências, alguns arqueólogos tentaram reconstruir as pinturas, além de suas cores. As figuras eram destacadas e raramente se sobrepunham, distribuídas em duas ou três fileiras uma sobre a outra; e os mais distantes não eram menores nem mais escuros do que os mais próximos. Portanto, parece que as pinturas dessa época foram executadas quase exatamente no mesmo plano dos relevos escultóricos contemporâneos.

Polignoto empregava apenas algumas cores simples. Tecnicamente, sua arte era primitiva. Sua excelência reside na beleza de seu desenho de figuras individuais, especialmente no caráter "ético" e ideal de sua arte. Contemporâneo e talvez professor de Fídias, Polignoto tinha os mesmos modos grandiosos. Simplicidade, quase infantil, sentimento ao mesmo tempo nobre e gentil, extrema graça e encanto de execução marcam suas obras, em contraste com as pinturas mais animadas, complicadas e tecnicamente superiores de épocas posteriores.